# عثمان آباد (مهاراشترا)

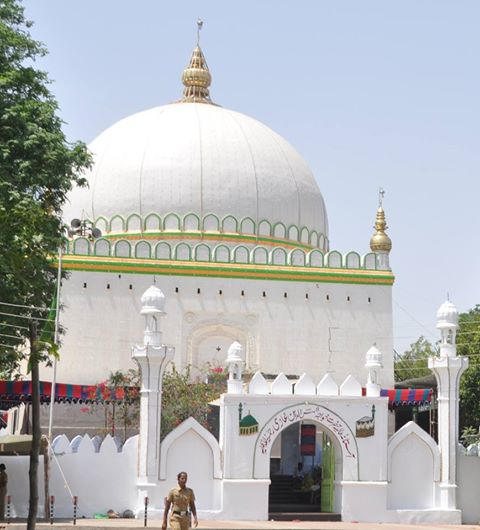
عثمان آباد یک منطقهٔ مسکونی در کشور هند است.

عثمان آباد (به انگلیسی: Osmanabad) یک منطقهٔ مسکونی در هند است که در Osmanabad Tahsil واقع شده‌است. عثمان آباد ۱۱۲٬۰۸۵ نفر جمعیت دارد و ۶۵۳ متر بالاتر از سطح دریا واقع شده‌است.